# La Londe-les-Maures
La Londe-les-Maures è un comune francese di 10 058 abitanti situato nel dipartimento del Var della regione della Provenza-Alpi-Costa Azzurra.

## Società

### Evoluzione demografica
Abitanti censiti

## Amministrazione

### Gemellaggi
- Galbiate